# Calypso (zene)
A calypso az afro-karibi zene egyik stílusa, amely Trinidadban és Tobagóban keletkezett a 19. század elején és közepén, és a 20. század közepére elterjedt a Karib-tengeri Antillák többi részén és Venezuelában. Ritmusai a nyugat-afrikai kaisóra vezethetők vissza.
A calypso gyakorta humoros, szatirikus szövegű dalokra előadott pantomimikus jellegű népi eredetű tánc, amelyet eredetileg Trinidadtól Haitiig ismertek. Erőteljes csipőmozgással, laza, ruganyos térdekkel járják. Az 1950-es években terjedt el a világban a ritmusára írott popzenei darabok, elsősorban Harry Belafonte világsikerének hatására.